# Émilie Fer
Émilie Fer, née le 17 février 1983 à Saint-Maurice, est une sportive française pratiquant le kayak slalom. Elle est sacrée championne olympique le 2 août 2012 à Londres et championne du monde le 15 septembre 2013 à Prague.

## Biographie
Émilie Fer est titulaire du baccalauréat S.T.L. (sciences et technologies de laboratoire) et du Brevet d’État d’Éducateur Sportif. 
Elle pratique le kayak slalom monoplace dame depuis 1996 au club SPCOC La Colle-St Paul à La Colle-sur-Loup (Alpes-Maritimes). Elle s'est ensuite entraînée à Pau (Dispositif Pôle Élite).

### Jeux olympiques de 2008
Lors des qualifications françaises se déroulant à Seu d'Urgell, elle obtient sa qualification pour les Jeux olympiques de 2008 à Pékin.
Lors des jeux, elle termine les qualifications à la cinquième place, juste derrière les principales favorites. Après une journée sans compétition en raison des conditions climatiques, elle termine à la deuxième place des demi-finales, ayant même un temps occupé la première place. Lors de la finale, de nombreuses concurrentes se sont mises à la faute en manquant une porte. Émilie Fer, qui part en avant dernière position devant Elena Kaliska, se fait entraîner par le courant sur le haut du parcours et manque une porte (+50 secondes de pénalité), ce qui la prive de toute chance d'obtenir une médaille. Finalement, elle termine la compétition à la septième place.

### Jeux olympiques de 2012
Émilie Fer obtient sa seconde qualification aux Jeux olympiques à l'occasion des sélections organisées à Pau le 7 avril 2012. Seule représentante du canoë-kayak slalom féminin aux Jeux olympiques de 2012 à Londres, elle remporte la médaille d'or le 2 août 2012 dans le bassin d'eaux vives de Lee Valley devançant l'Australienne Jessica Fox et l'Espagnole Maialen Chourraut. Elle devient la première française de l'histoire à remporter un titre olympique dans cette discipline.

### Fin de carrière
En 2013, elle obtient une médaille d'or par équipes, avec Marie-Zélia Lafont et Carole Bouzidi, lors des championnats d'Europe de Cracovie. Après deux victoires en coupe du monde, à Bratislava et à Augsbourg, elle remporte la médaille d'or des championnats du monde 2013 de Prague, où elle devance sa compatriote Nouria Newman. L'année suivante, elle est éliminée en demi-finale des mondiaux disputés à Deep Creek Lake mais, accompagnée de Carole Bouzidi et Nouria Newman, elle remporte le titre par équipes. La saison suivante, elle est éliminée en demi-finale des championnats d'Europe disputés en Allemagne, et troisième de la course par équipes. Éliminée avec un vingtième temps des demi-finale lors des mondiaux 2015 de Londres, elle obtient une nouvelle médaille mondiale, le bronze, dans la compétition par équipes, avec Carole Bouzidi et Marie-Zélia Lafont.
Emilie Fer tente de se qualifier pour une troisième participation consécutive aux Jeux olympiques, lors de l'édition de 2016 disputée à Rio, sur trois courses, lors des championnats de France Elite qui se disputent à Pau en avril 2016 et font office de sélection. Elle est finalement devancée par Marie-Zélia Lafont qui gagne ainsi son ticket pour le Brésil, et décide de mettre un terme à sa carrière sportive. Elle revient toutefois sur sa décision et essaie de se qualifier pour les compétitions internationales de l'année 2017. La Fédération française annonce en juillet sa fin de carrière.

## Palmarès

### Jeux olympiques
- 7e du K1 aux Jeux olympiques de 2008 à Pékin,  Chine
- Médaille d'or en K1 slalom, aux Jeux olympiques d'été de 2012 à Londres,  Royaume-Uni

### Championnats du Monde
- Championnats du Monde 2006 à Prague,  République tchèque
  -  Médaille d'or par équipe
- Championnats du monde 2013 à Prague,  République tchèque
  -  Médaille d'or en K1 slalom[1]

### Championnats d'Europe
- Médaille d'or en K1 par équipe au championnat d'Europe 2013 à Cracovie
- Médaille d'argent au championnat d'Europe 2009 à Nottingham
- Médaille de bronze par équipe au championnat d'Europe des moins de 23 ans 2006 à Nottingham
- Médaille de bronze par équipe au championnat d'Europe des moins de 23 ans 2005 à Cracovie

## Distinctions
- Chevalier de la Légion d'honneur en 2013[16]